# Seborga
Seborga (lígur A Seborca) és un municipi italià, a la regió de la Ligúria i a la província d'Imperia. Localitzat al nord-oest d'Itàlia, vora França i Mònaco.

## Geografia
Té una superfície de 4,87 km² i limita amb Ospedaletti, Perinaldo, Sanremo i Vallebona.

## Història
Basant-se en documents històrics, el 1960 el cap d'una cooperativa agrària local, Giorgio Carbone, crea la idea d'una Seborga independent d'Itàlia. El 1963 és elegit com el cap d'estat, i posteriorment anomenat príncep Giorgio I de Seborga. El 1995 els veïns voten a favor d'una constitució per al principat. Aquestes reivindicacions no són reconegudes ni per Itàlia ni per la comunitat internacional. Els descendents dels fundadors de la ciutat —una petita minoria de la població— trien un príncep, coadjunt d'un consell de quinze ministres, privats de qualsevol poder efectiu. El municipi de Seborga, mentrestant, és part integrant d'Itàlia i els seus ciutadans elegeixen regularment el Consell Comunal i el sindaco (batlle), i a més als seus representants al Consell Provincial de Imperia, al Consell Regional de Ligúria i al Parlament Italià segons les lleis italianes. En resum, Seborga gaudeix dels mateixos serveis públics que qualsevol altre municipi italià. És per això que molts veuen en tot això una forma de publicitat per al poble, ja que els mitjans de comunicació de masses el van visitar en els últims anys, molts interessats de l'originalitat del cas institucional. Giorgio Carbone, que es dona el títol de «la seva Tremendidat», conreador de mimoses i solter, va morir al seu petit regne el 25 de novembre de 2009 sense deixar descendència.

### Arguments per a la independència
El principal argument per a demanar la independència és que Seborga va ser un principat independent fins al 20 de gener de 1729, data en la qual Víctor Amadeu II, rei de Sardenya, el va comprar. Des de Seborga s'argumenta que aquesta compra mai va ser registrada pel regne sard, per la qual cosa el municipi es troba segons ells en una ambigüitat política. A més d'això, el Congrés de Viena de 1815 passa per alt aquest municipi en la redistribució dels territoris europeus després de les guerres napoleòniques, i fins i tot en la unificació del regne d'Itàlia (1861) no s'esmenta Seborga.

## Economia
Seborga és coneguda a la regió per l'activitat agrícola: en particular, el cultiu i la recol·lecció d'olives i la floricultura. Gràcies a la publicitat de Seborga com a principat, el turisme s'ha desenvolupat en els últims anys. El centre històric del principat també va ser restaurat, i es va protegir els seus encants contra la sobreexplotació comercial.

## Cultura
Un important esdeveniment cultural a Seborga és la festa anual de Sant Bernat, el sant patró de la ciutat, que se celebra el 20 d'agost. La ciutat bessona de Seborga és L'Escarena a França. El festival inclou una processó de ciutadans i la càrrega d'una estàtua de Sant Bernat.

## Transport
Seborga està situada al llarg de la carretera provincial 57 a Imperia. L'accés a l'autopista més pròxim està a la sortida de Bordighera de l'A10. L'estació de tren més pròxima és també la de Bordighera, a la línia Ventimiglia-Gènova.

## Evolució demogràfica
| Gràfica d'evolució de Seborga entre 1861 i 2011 |
|                                                 |
| Font: ISTAT                                     |